# Sturmpanzerwagen Oberschlesien

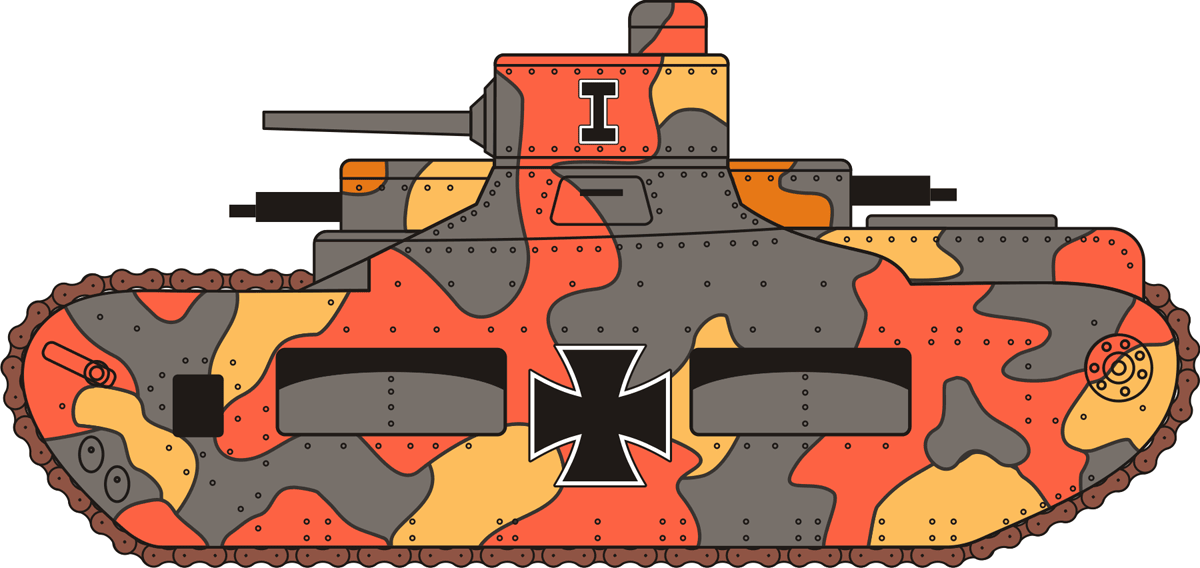
Dibuix del Sturmpanzerwagen Oberschlesien

El Sturmpanzerwagen Oberschlesien ("Oberschlesien Assault Tank") va ser un projecte de tanc alemany per la Primera Guerra Mundial. Va ser un disseny innovador per moure's ràpid, per ser un tanc d'assalt lleugerament armat.